# Мбоши
Мбо́ши — народ, проживающий на территории тропической Африки в среднем течении реки Конго и долинах её притоков Ликвала и Алима (Республика Конго). Их численность составляет приблизительно 270 тыс. человек.

## Язык
Язык мбоши принадлежит к зоне C группы банту бенуэ-конголезской семьи.

## Семейное устройство
Основная социальная ячейка — большесемейная община. Счёт родства матрилинейный, развита полигиния.

## Религия
Большая часть мбоши исповедует христианство (католичество), но некоторые сохранили традиционные верования.

## Традиционные занятия
Основные занятия мбоши — тропическое ручное подсечно-огневое земледелие (маниок, ямс, батат, таро, бананы), которым занимаются на приусадебных участках в основном женщины, в заболоченных низинах для полей используются насыпные гряды, применяются зелёные удобрения; собирательство (орехи кола, плоды дикой масличной пальмы); речное рыболовство; работают на лесоразработках.

## Жилище
В прошлом преобладали разбросанные поселения, ныне увеличилось число компактных деревень, расположенных вдоль рек и дорог, четырёхугольной планировки, дома в них обращены фасадами внутрь на центральную площадь; в селениях имеются мужские дома. Жилище — прямоугольное в плане, с каркасными, оплетёнными прутьями стенами и высокой двускатной крышей из листьев пальмы рафии.